# Condren
Condren es una comuna francesa, situada en el departamento de Aisne, de la región de Alta Francia.

## Demografía
| 571 | 566 | 558 | 732 | 725 | 686 | 700 | 715 |
| Para los censos de 1962 a 1999 la población legal corresponde a la población sin duplicidades (Fuente: INSEE [Consultar]) |     |     |     |     |     |     |     |